# Leiolopisma
Leiolopisma es un género de lagartos perteneciente a la familia Scincidae. Se distribuyen por las islas Fiyi y las Mascareñas.

## Especies
Según The Reptile Database:
- Leiolopisma alazon Zug, 1985
- Leiolopisma ceciliae Arnold & Bour, 2008
- Leiolopisma fasciolare (Girard, 1858)
- Leiolopisma mauritiana (Günther, 1877)
- Leiolopisma telfairii (Desjardin, 1831)